# 타샤 레인
타샤 레인(Tasha Reign, 1989년 11월 5일 ~ )은 미국의 포르노 배우, 모델, 프로듀서, 섹스 칼럼니스트이다.